# Кувајт (град)
Град Кувајт (арап. مدينة الكويت) је главни град емирата Кувајт. По подацима из 2006. град има 63.600 становника, са 2.388.688 становника у ширем подручју. Налази се у центру кувајтске обале Персијског залива. У граду се налазе државни парламент, већина владиних институција и седиште највећих корпорација и банака.
Град је основан почетком 18. века. Основао га је клан Ал Сабах, који је касније постао владајућа породица Кувајта. Име је вероватно добио по арапској речи Кут (كوت), што значи тврђава поред мора. После ирачке окупације (август 1990-фебруар 1991), и разарања које је град доживео у том периоду, Кувајт је брзо обновљен и претворен у финансијски, трговински и хотелски центар међународног значаја.

## Географија
Град Кувајт се налази у Кувајтском заливу, природној дубоководној луци. 90% становништва Кувајта живи на обали Кувајтског залива. Земља је углавном ниско лежећа, а највиша тачка је 306 m (1.004 ft) надморске висине. Има девет острва, од којих су сва, са изузетком острва Фајлак, ненасељена. Са површином од 860 km2 (330 sq mi), Бубијан је највеће острво у Кувајту и повезано је са остатком земље мостом дугим 2.380 m-long (7.808 ft). Земљиште се сматра обрадивим и ретка вегетација се налази дуж обале дуге 499 km-long (310 mi) coastline.
Кувајтско поље Бурган има укупан капацитет од приближно 70 Gbbl (1,1×1010 m3) доказаних резерви нафте. Током кувајтских нафтних пожара 1991. године створено је више од 500 нафтних језера која покривају укупну површину од око 35,7 km2 (13,8 sq mi). Настала контаминација тла услед акумулације нафте и чађи учинила је источне и југоисточне делове Кувајта ненастањивим. Песак и остаци нафте су свели велике делове кувајтске пустиње на полуасфалтне површине. Изливање нафте током Заливског рата такође је драстично утицало на морске ресурсе Кувајта.

### Клима
Град Кувајт има врућу пустињску климу (Кепен: BWh) са изузетно топлим, веома дугим летима и благим, кратким зимама. То је један од најтоплијих летњих градова на свету. Просечне летње високе температуре су изнад 45 °C (113 °F) током три месеца у години и током топлотних таласа; дневна температура редовно прелази 50 °C (122 °F), а ноћне ниске често остају изнад 30 °C (86 °F). Зими, ноћне температуре често падају испод 8 °C (46 °F). С обзиром на његов приобални положај и релативну удаљеност од екватора у поређењу са врелом пустињском климом у Африци и Саудијској Арабији, врућина у граду је прилично екстремна – окружен је врелом пустињом у скоро свим правцима.
Пешчане олује се понекад дешавају током лета од шамалског ветра. Пешчане олује се могу појавити у било које доба године, али се јављају углавном током лета, а ређе током јесени.
| Клима Кувајт Ситија | Клима Кувајт Ситија | Клима Кувајт Ситија | Клима Кувајт Ситија | Клима Кувајт Ситија | Клима Кувајт Ситија | Клима Кувајт Ситија | Клима Кувајт Ситија | Клима Кувајт Ситија | Клима Кувајт Ситија | Клима Кувајт Ситија | Клима Кувајт Ситија | Клима Кувајт Ситија | Клима Кувајт Ситија |
| Показатељ \ Месец | .Јан.               | .Феб.               | .Мар.               | .Апр.               | .Мај.               | .Јун.               | .Јул.               | .Авг.               | .Сеп.               | .Окт.               | .Нов.               | .Дец.               | .Год.               |
| --- | ------------------- | ------------------- | ------------------- | ------------------- | ------------------- | ------------------- | ------------------- | ------------------- | ------------------- | ------------------- | ------------------- | ------------------- | ------------------- |
| Апсолутни максимум, °C (°F) | 29,8 (85,6)         | 35,8 (96,4)         | 41,2 (106,2)        | 44,2 (111,6)        | 49,0 (120,2)        | 49,8 (121,6)        | 52,1 (125,8)        | 50,7 (123,3)        | 47,7 (117,9)        | 43,7 (110,7)        | 37,9 (100,2)        | 30,5 (86,9)         | 52,1 (125,8)        |
| Максимум, °C (°F) | 19,5 (67,1)         | 21,8 (71,2)         | 26,9 (80,4)         | 33,9 (93)           | 40,9 (105,6)        | 45,5 (113,9)        | 46,7 (116,1)        | 46,9 (116,4)        | 43,7 (110,7)        | 36,6 (97,9)         | 27,8 (82)           | 21,9 (71,4)         | 34,3 (93,7)         |
| Минимум, °C (°F) | 8,5 (47,3)          | 10,0 (50)           | 14,0 (57,2)         | 19,5 (67,1)         | 25,4 (77,7)         | 28,9 (84)           | 30,7 (87,3)         | 29,5 (85,1)         | 26,2 (79,2)         | 21,5 (70,7)         | 14,5 (58,1)         | 9,9 (49,8)          | 19,9 (67,8)         |
| Апсолутни минимум, °C (°F) | −4,0 (24,8)         | −1,6 (29,1)         | −0,1 (31,8)         | 6,9 (44,4)          | 14,7 (58,5)         | 20,4 (68,7)         | 22,4 (72,3)         | 21,7 (71,1)         | 16,0 (60,8)         | 9,4 (48,9)          | 2,0 (35,6)          | −1,5 (29,3)         | −4,0 (24,8)         |
| Количина кише, mm (in) | 30,2 (1,189)        | 10,5 (0,413)        | 18,2 (0,717)        | 11,5 (0,453)        | 0,4 (0,016)         | 0,0 (0)             | 0,0 (0)             | 0,0 (0)             | 0,0 (0)             | 1,4 (0,055)         | 18,5 (0,728)        | 25,5 (1,004)        | 116,2 (4,575)       |
| Дани са кишом (≥ 0.1 mm) | 5                   | 3                   | 3                   | 1                   | 0                   | 0                   | 0                   | 0                   | 0                   | 1                   | 3                   | 3                   | 19                  |
| Сунчани сати — месечни просек | 198,1               | 222,5               | 217,6               | 229,3               | 272,5               | 304,5               | 307,1               | 301,6               | 285,1               | 252,2               | 216,5               | 193,5               | 3.000,5             |
| Сунчани сати — дневни просек | 7,1                 | 7,7                 | 7,5                 | 7,9                 | 9,4                 | 10,5                | 10,6                | 10,8                | 10,2                | 9,0                 | 7,7                 | 6,9                 | 8,8                 |
| Сунчано време — месечни проценти | 68                  | 69                  | 63                  | 62                  | 69                  | 77                  | 76                  | 78                  | 77                  | 79                  | 72                  | 67                  | 72                  |
| Извор: World Meteorological Organization (temperature and rainfall 1994–2008); NOAA (sunshine and records, 1961–1990); Wundergound (2012 records) |                     |                     |                     |                     |                     |                     |                     |                     |                     |                     |                     |                     |                     |

## Партнерски градови
- Исфахан
- Беверли Хилс
- Кан
- Газијантеп
- Монако
- Анкара
- Мексико Сити
- Фиренца
- Тунис
- Техеран
- Сарајево
- Марбеља
- Росарио